# Evàgores d'Esparta
Evàgores d'Esparta (en llatí Evagoras, en grec antic Εὐαγόρας) va ser un esportista espartà del segle vi aC que va guanyar tres victòries a les carreres de carros als jocs olímpics amb els mateixos cavalls. Va erigir una estàtua d'una quadriga a Olímpia i va honorar als seus cavalls amb un magnífic funeral, segons diuen Heròdot, Claudi Elià i Pausànias.